# Śrubita (przełęcz)
Śrubita (980 m) – przełęcz w Beskidzie Żywiecko-Kisuckim (Kysucké Beskydy na Słowacji). Znajduje się w Grupie Wielkiej Raczy między szczytami Orzeł (Orło, 1119 m) i Wielka Czerwenkowa (1131 m). Grzbietem, w którym znajduje się przełęcz, biegną granica polsko-słowacka oraz Wielki Europejski Dział Wodny. W północnym kierunku (na polską stronę) spływa spod przełęczy potok Śrubita, w południowym (na słowacką stronę) Veľký potok. Nieco poniżej przełęczy, na północnym grzbiecie Orła znajduje się Hala Śrubita.
Polskie stoki przełęczy Śrubita znajdują się w granicach miejscowości Rycerka Górna w województwie śląskim, w powiecie żywieckim, w gminie Rajcza. Nazwa przełęczy pochodzi od Hali Śrubita i odnosi się zarówno do polskiej części tej hali, jak i do części słowackiej (Zrubitá), która już niemal całkowicie zarosła. Od 1977 na przełęczy Śrubita istniało turystyczne przejście graniczne.

## Szlaki turystyczne
odcinek: Wielka Racza – przełęcz Śrubita – Jaworzyna – Przegibek – Bania – Majcherowa – Przełęcz pod Rycerzową.